# Rajd Karkonoski 2000
Rajd Karkonoski 2000 – 20. edycja Rajdu Karkonoskiego. Był to rajd samochodowy rozgrywany od 2 do 3 września 2000 roku. Była to siódma runda Rajdowych Samochodowych Mistrzostw Polski w roku 2000 oraz trzydziestą szósta rundą Rajdowych Mistrzostw Europy w roku 2000. Rajd składał się z siedemnastu odcinków specjalnych (dwa odcinki anulowano).

## Wyniki końcowe rajdu
| Miejsce                                         | Kierowca                                        | Pilot                                           | Samochód                                        | Czas                                            | Strata                                          | Grupa Klasa                                     |
| Klasyfikacja generalna, ERC i mistrzostw Polski | Klasyfikacja generalna, ERC i mistrzostw Polski | Klasyfikacja generalna, ERC i mistrzostw Polski | Klasyfikacja generalna, ERC i mistrzostw Polski | Klasyfikacja generalna, ERC i mistrzostw Polski | Klasyfikacja generalna, ERC i mistrzostw Polski | Klasyfikacja generalna, ERC i mistrzostw Polski |
| ----------------------------------------------- | ----------------------------------------------- | ----------------------------------------------- | ----------------------------------------------- | ----------------------------------------------- | ----------------------------------------------- | ----------------------------------------------- |
| 1                                               | Janusz Kulig                                    | Jarosław Baran                                  | Ford Focus WRC RS '99                           | 2:05:18.0                                       | -                                               | A8                                              |
| 2                                               | Leszek Kuzaj                                    | Andrzej Górski                                  | Toyota Corolla WRC                              | 2:06:11.9                                       | +53.9                                           | A8                                              |
| 3                                               | Tomasz Kuchar                                   | Maciej Szczepaniak                              | Volkswagen Golf III Kit Car                     | 2:13:57.6                                       | +8:39.6                                         | A7                                              |
| 4                                               | Łukasz Sztuka                                   | Zbigniew Cieślar                                | Seat Cordoba WRC Evo2                           | 2:14:28.0                                       | +9:10.0                                         | A8                                              |
| 5                                               | Tomasz Czopik                                   | Dariusz Burkat                                  | Mitsubishi Lancer Evo VI                        | 2:15:08.9                                       | +9:50.9                                         | N4                                              |
| 6                                               | Paweł Dytko                                     | Tomasz Dytko                                    | Mitsubishi Lancer Evo V                         | 2:16:43.7                                       | +11:25.7                                        | N4                                              |
| 7                                               | Michał Bębenek                                  | Grzegorz Bębenek                                | Renault Mégane Coupé 16v                        | 2:17:04.5                                       | +11:46.5                                        | A7                                              |
| 8                                               | Cezary Fuchs                                    | Maciej Maciejewski                              | Toyota Celica GT-Four                           | 2:17:32.9                                       | +12:14.9                                        | A8                                              |
| 9                                               | Marcin Turski                                   | Tadeusz Burkacki                                | Mitsubishi Lancer Evo VI                        | 2:18:49.9                                       | +13:31.9                                        | N4                                              |
| 10                                              | Wiesław Stec                                    | Jakub Mroczkowski                               | Mitsubishi Lancer Evo III                       | 2:23:17.9                                       | +17:59.9                                        | N4                                              |